# 小倉富三郎
小倉 富三郎（おぐら とみさぶろう、1815年（文化12年） - 1870年10月9日（明治3年9月15日））は、徳島藩士。徳島藩学館管事。

## 生涯
佐古萬年山（現在の眉山）の御墓山番、槍術師範を務める。1869年（明治2年）四等学館管事に任命。
1870年（明治3年）、徳島藩の筆頭家老である稲田家の分藩運動が起こり、庚午事変に関わった為、同年9月15日に東京都芝白金の藩邸で新居水竹と共に切腹する。これが日本法制史上、明治以後に行われた切腹刑の1つとされる。（最後の切腹刑は、2年後の1872年（明治5年）11月4日に金沢藩執政（藩臣最高職）本多政均の暗殺に対する加賀本多家旧臣の敵討ち（明治の忠臣蔵と言われている）により、石川県刑獄寮の裁判で切腹の判決が下され切腹した旧臣12人（本多弥一、富田総、鏑木勝喜知、吉見亥三郎、矢野策平、西村熊、舟喜鉄外、浅井弘五郎、廣田嘉三郎、湯口藤九郎、芝木喜内、藤江松三郎）である）。